# Casalvieito
Casalvieito (en gallego y oficialmente, Casalbieito) es una localidad española situada en la parroquia de Codeso, del municipio de Boqueijón, en la provincia de La Coruña, Galicia.

## Demografía
| Gráfica de evolución demográfica de Casalvieito entre 2011 y 2018 |
|                                                                   |
| Datos según el nomenclátor publicado por el INE.                  |